# Veronica Fontana

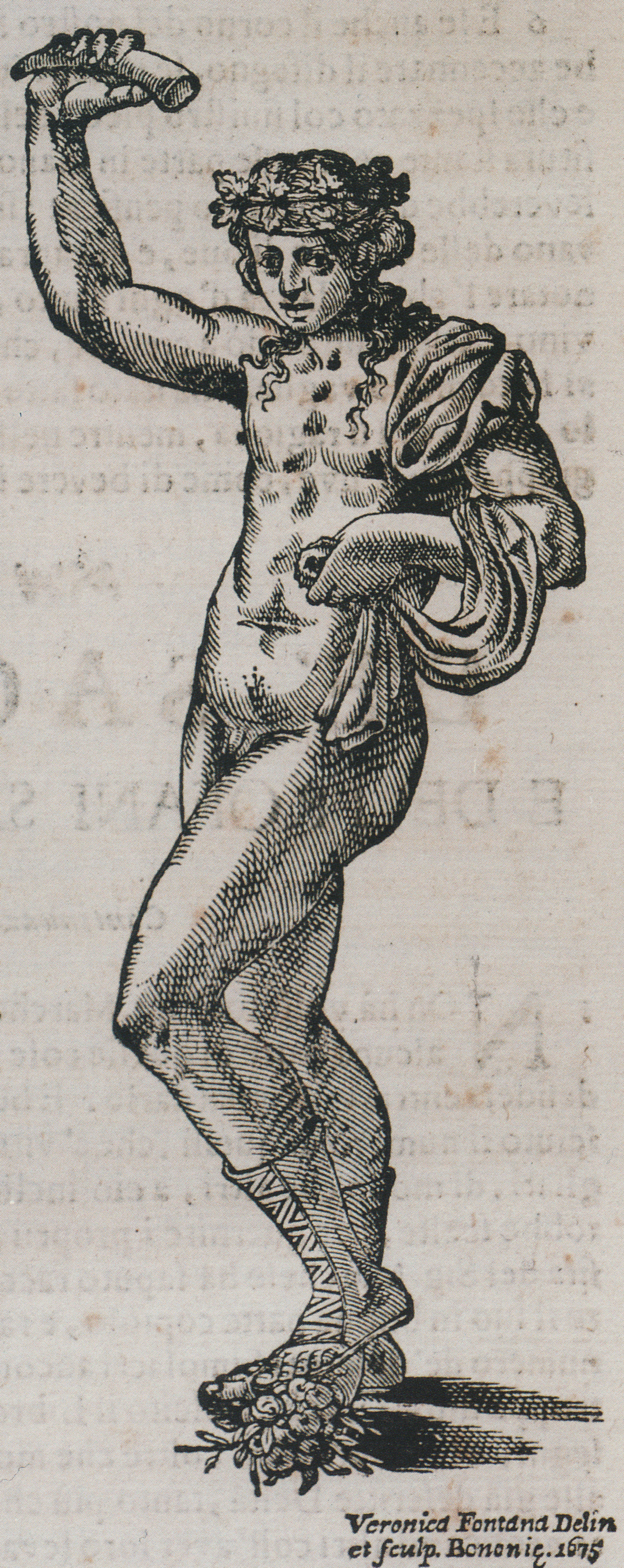
Bacchante di Veronica Fontana. In Lorenzo Legati, Museo Cospiano, annesso a quello del famoso Ulisse Aldrovandi, Bologna, 1677

Veronica Fontana (Parma, 1651 – Bologna, 1690) è stata un'artista italiana, dedita in particolare all'incisione, alla xilografia e alla decorazione dei libri.

## Biografia
Figlia dell'incisore Domenico Maria Fontana, nacque a Parma ma visse a Bologna. Fu allieva del padre, da cui apprese in particolare le tecniche dell'intaglio del legno, per poi frequentare la scuola d'arte bolognese per donne, gestita da Elisabetta Sirani, dove apprese disegno e pittura.
Si dedicò all'incisione di figure su rame o legno, specializzata in xilografia (incisione su blocchi di legno), e in particolare al decoro delle pubblicazioni dell'epoca, realizzando numerosi frontespizi e illustrazioni per testi scientifici e religiosi. Era un'artista completamente autonoma, subentrò all'incisore Giovanni Francesco Cassioni, eseguendo opere complete, ovvero sia l'incisione vera e propria sia la bozza di disegno (ovvero il tratto da seguire per incidere).
Molto stimata, ha avuto come allievi Giulio Cesare Venenti e il Conte Berò.
Fu anche raffigurata in numerose opere dall'artista bolognese Giuseppe Maria Moretti (Bologna, 1659 - 1746), di lei innamorato: il padre rifiutò di darla a lui in moglie sostenendo di volersi trasferire nuovamente con lei a Parma.
Veronica morì di tubercolosi a Bologna.

## Alcune opere

### Ritratti ispirati aFelsina pittrice
- Carlo Cesare Malvasia la stimò particolarmente, tanto da indicarla come «unica intagliatrice» e facendole intagliare numerosi ritratti degli artisti citati nella sua opera Felsina pittrice, vite de' pittori bolognesi.[7]

### Pubblicazioni da lei decorate
- (IT) Collegio dei Nobili, di Parma, Il teatro dell'honore, Parma, Mario Vigna, con stemma del duca di Parma disegnato da Mauro Oddi e inciso da Veronica Fontana, 1675.
- Il teatro dell'honore, Parma, Mario Vigna, con emblema del Collegio dei nobili inciso sull'occhietto da Veronica Fontana, 1675.
- Lorenzo Legati, incisioni 2-5 di Veronica Fontana, Museo Cospiano, Bologna, 1677.[1]
- (IT) Paolo Segneri, Quaresimale di Paolo Segneri della Compagnia di Giesu dedicato al serenissimo Cosimo 3° granduca di Toscana, Convento di San Francesco, Civitella del Tronto, Jacopo Sabatini, insegna dei gesuiti incisa da Veronica Fontana, 1679.
- Ordine dei Predicatori, Epistole, et evangeli, che si leggono tvtto l'anno alle messe, traduzione di M.R.P.M. in lingua toscana, Venezia, Nicolò Pezzana, illustrato da Veronica Fontana, 1682.
- (IT, LA) Paolo Segneri, Il cristiano instruito nella sua legge. Ragionamenti morali dati in luce da Paolo Segneri della Compagnia di Giesù, Firenze, Compagnia di Giesù, inciso da Veronica Fontana, 1686,  p. 477.
- (IT, LA) Insegna dei Gesuiti, Firenze, incisa da Veronica Fontana con scritta: «Afferte gloriam nomini eius sub quo curvantur qui portant orbem», 1686,  p. 477.
- (IT, LA) Insegna dei Gesuiti, Firenze, incisa da Veronica Fontana con scritta: «Quoniam ex ipso, et per ipsum, et in ipso sunt omnia ipsi gloria in secula. Amen», 1686,  p. 553.[3][9]
- Il cristiano istruito nella sua legge. Ragionamenti morali, Firenze, con un'incisione di Veronica Fontana «col nome di Gesù, sostenuto da varii angioletti», 1686.[10]

### Stemmi di famiglia
- 1675, incisione dedicata al matrimonio tra Bianchetti e Balducci, gli stemmi delle due famiglie unite erano sostenuti da due putti circondati da una cornice.[2]